# Eduardo Valfierno
 (juillet 2021).
Si vous disposez d'ouvrages ou d'articles de référence ou si vous connaissez des sites web de qualité traitant du thème abordé ici, merci de compléter l'article en donnant les références utiles à sa vérifiabilité et en les liant à la section « Notes et références ».
En pratique : Quelles sources sont attendues ? Comment ajouter mes sources ?
 (juillet 2021).
Eduardo Vafierno, né en 1850 à Buenos Aires en Argentine et mort en 1931 à Los Angeles aux États-Unis[réf. nécessaire], est un faussaire argentin.

## Article de Karl Decker
En 1932, le journaliste Karl Decker publie un article dans le Saturday Evening Post affirmant que Eduardo Valfierno avait payé plusieurs hommes La Joconde au musée du Louvre, dont l'employé du musée Vincenzo Peruggia. Le 21 août 1911, Peruggia cache la Joconde sous son manteau et sort du musée.[réf. nécessaire] Il est toutefois surpris en train d'essayer de vendre le tableau, qui est finalement rendu au Louvre en 1913.[réf. nécessaire]
Avant le cambriolage, Valfierno aurait chargé le restaurateur d'art et faussaire français Yves Chaudron de faire six copies de La Joconde.[réf. nécessaire] Les contrefaçons sont ensuite expédiées dans le monde entier, les préparant pour des acheteurs. Après le cambriolage, les copies ont été livrées à leurs acheteurs, chacun pensant recevoir l'original. Parce que Valfierno voulait vendre des contrefaçons, il n'avait besoin que de la Mona Lisa originale pour disparaître et n'a plus jamais contacté Peruggia après le vol.[réf. nécessaire]

## Réalité du contenu de l'article de Karl Decker
Peruggia a nié avoir jamais connu Valfierno autre qu'une rencontre fortuite au Louvre[réf. nécessaire].
L'article de Decker est la seule source de cette histoire ou même de l'existence de Valfierno et Chaudron[source secondaire nécessaire]. Il était célèbre pour avoir pris des libertés avec ses articles, et de nombreux faits et détails qu'il fournit dans l'article sont incorrects, notamment la taille et le poids de la Joconde et le type de bois sur lequel elle a été peinte[réf. nécessaire]. Cela et le fait qu'un siècle plus tard aucune des copies présumées n'ait été retrouvée jette de sérieux doutes sur l'exactitude de l'histoire et l'existence d'Eduardo de Valfierno[source secondaire nécessaire].